# Thibetoides anatolicus
Thibetoides anatolicus är en stekelart som beskrevs av Dmitriy R. Kasparyan 1999. Thibetoides anatolicus ingår i släktet Thibetoides och familjen brokparasitsteklar. Inga underarter finns listade i Catalogue of Life.